# Dasophrys boslacus
Dasophrys boslacus är en tvåvingeart som beskrevs av Jason Gilbert Hayden Londt 1981. Dasophrys boslacus ingår i släktet Dasophrys och familjen rovflugor. Inga underarter finns listade i Catalogue of Life.